# Bredevoort
Bredevoort (niedersächsisch Brevoort) ist eine Stadt in der niederländischen Gemeinde Aalten (Provinz Gelderland), etwa 12 km nördlich der deutschen Stadt Bocholt. Der Name Bredevoort leitet sich von brede voorde (deutsch breite Furt) ab.

## Geschichte
Die Siedlung entstand rund um die Burg Bredevoort und entwickelte sich nach und nach zu einer Festungsstadt im Zentrum der ehemaligen Herrlichkeit Bredevoort. Der ehemals wehrhafte Charakter lässt sich noch heute am Stadtbild erkennen. Burg und Herrlichkeit gehörten den Grafen von Geldern, die Bredevoort an die Grafen von Gemen verpfändeten. Nach dem Tod Graf Heinrichs IV. von Gemen im Jahr 1492 fiel Bredevoort durch Erbgang an die Grafen von Bentheim-Steinfurt. 1526 löste Herzog Karl von Geldern das Pfand Bredevoort aus. Durch den Vertrag von Venlo wurde Bredevoort 1543 – wie das gesamte Herzogtum Geldern – Teil der Spanischen Niederlande und durch den Westfälischen Frieden 1648 Teil der Republik der Vereinigten Niederlande.
In den 1930er Jahren wurde Bredevoort durch seinen hohen Anteil von Wählern der Nationaal-Socialistische Beweging (NSB) bekannt. Bei den Wahlen zu den Provinciale Staten vom 19. April 1939 erhielt die NSB in Bredevoort 13 % der Stimmen (gegenüber 3,9 % der Stimmen landesweit).

## Bücherstadt

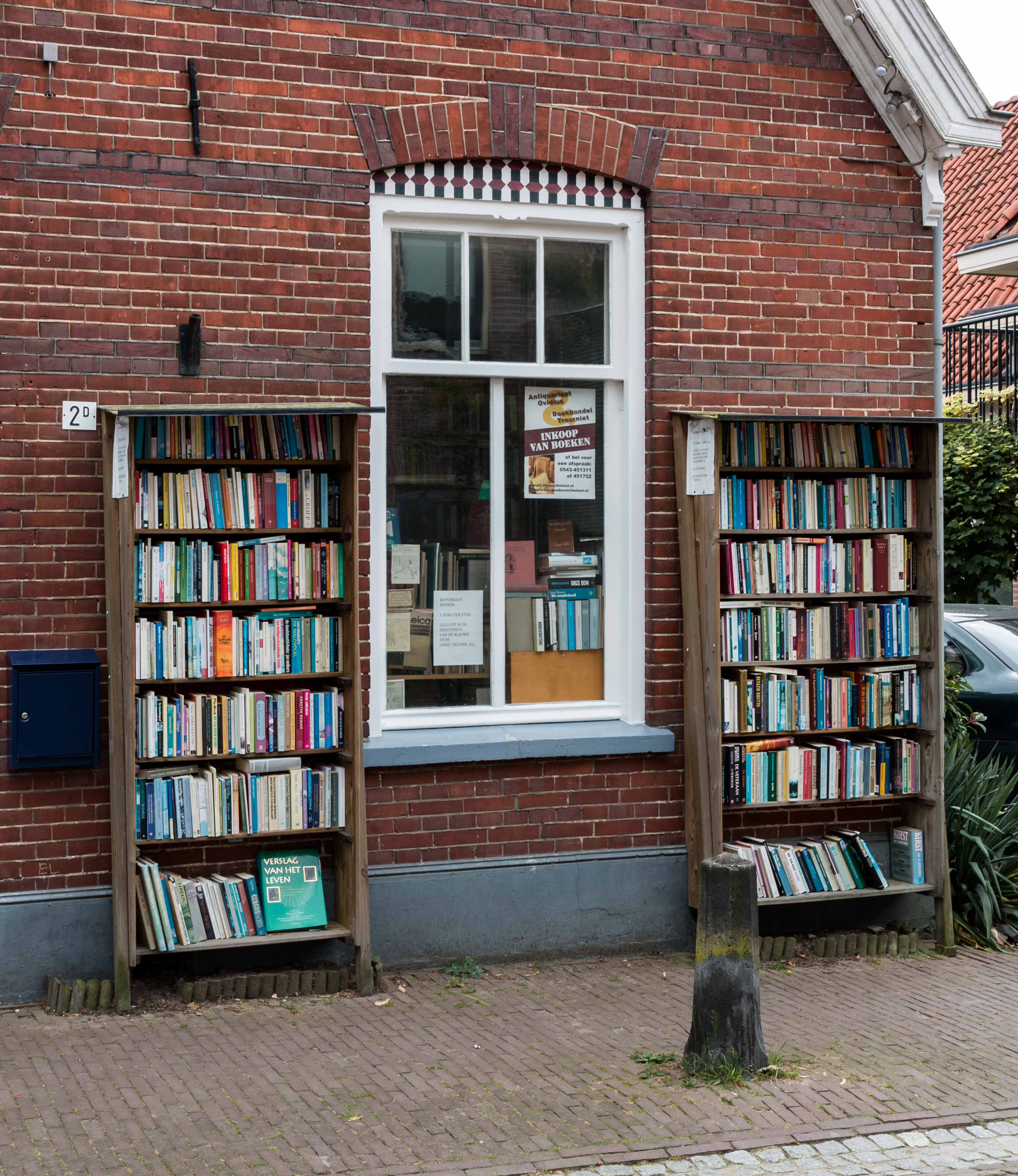
Antiquariat

Die Stadt ist mittelalterlich geprägt. Berühmt geworden ist Bredevoort durch eine Idee aus dem Jahre 1992. Gemeindemitglieder lasen in einer Zeitung einen Artikel über die Bücherstadt Hay-on-Wye. Bredevoort schien sich ebenfalls bestens für eine Bücherstadt zu eignen. Am 27. August 1993 wurde die Bücherstadt Bredevoort offiziell eröffnet. Seit diesem Tag beherbergt Bredevoort sehr viele Antiquariate für Bücher (über 30 Läden), einen Bücherbindedienst, ein mittelalterliches Restaurant und eine Kunstgalerie. Es finden regelmäßig große Buchmärkte statt.

## Gondelfahrt
Von 1928 bis 2009 fanden am letzten Wochenende im September jeweils donnerstags, freitags und samstags abends die Bredevoorter Gondelfahrten statt. In einem Korso zogen Ruderboote Flöße über die Bredevoorter Gracht, auf denen auf Gestellen „Lichtbilder“ aus Glühbirnen montiert waren. Seit dem Jahre 2010 bewegen sich nicht mehr die Gondeln, sondern die Betrachter: Die Flöße sind verankert, ihre „Lichtbilder“, die jedes Jahr ein neues Thema darstellen, zeigen sich bei einem Rundgang entlang der Gracht.
Die Veranstaltung trägt nun den Namen Bredevoortschittert. (Schitteren – „glänzen, glitzern, leuchten“)

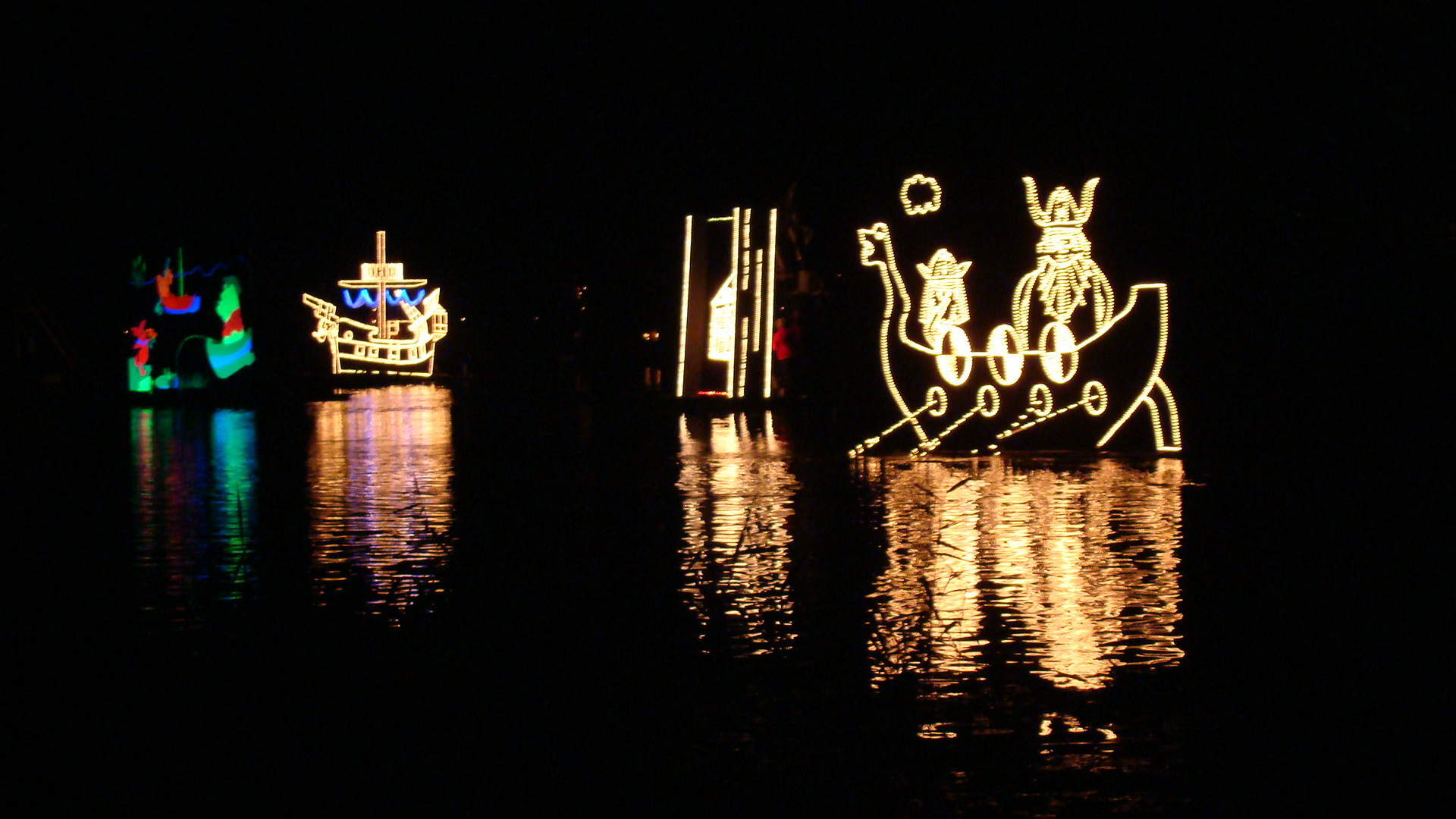
Gondelfahrt im Jahre 2008

## Sehenswürdigkeiten
- Stadtgraben (Gracht)
- Historische Stadtmitte mit mittelalterlichem Straßenbild
- Windmühle Prins van Oranje
- Sint-Joriskirche
- Sint-Gregoriuskirche
- Ehemalige Synagoge

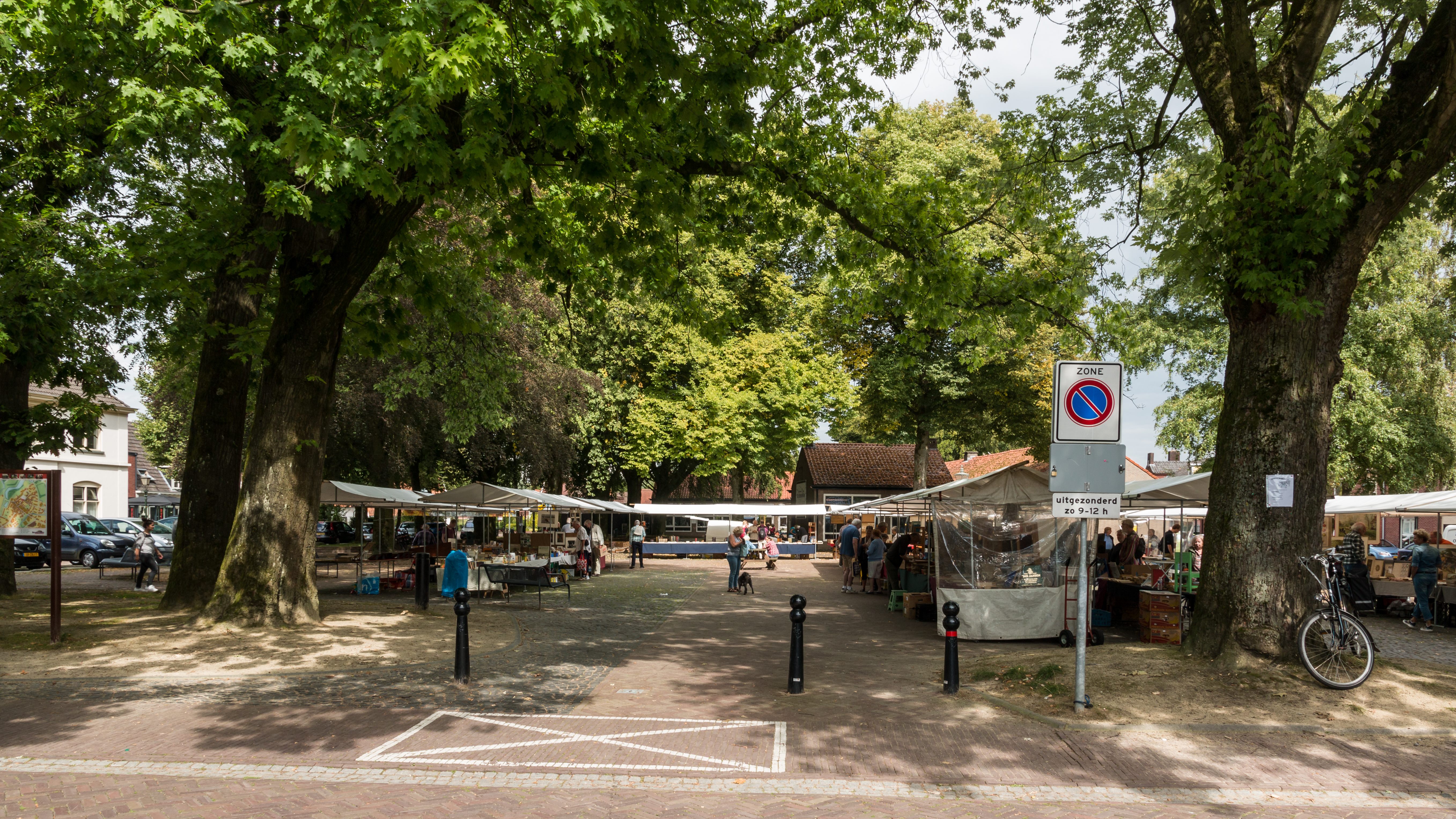
Büchermarkt
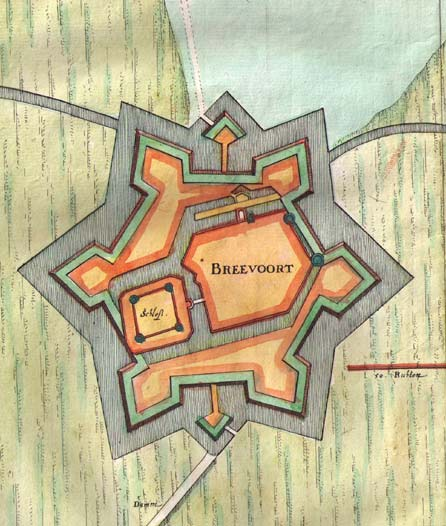
Festungsstadt
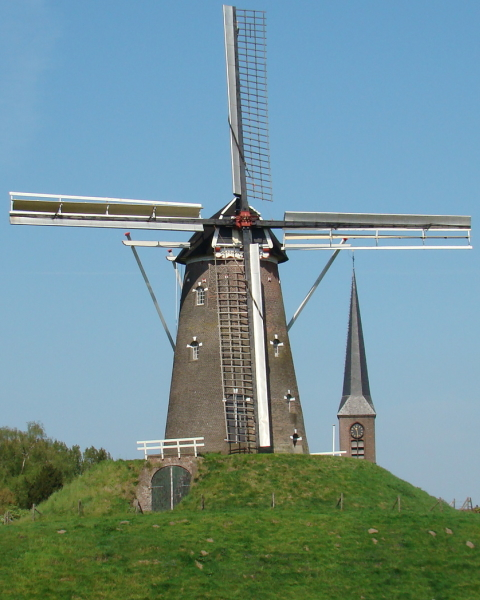
Mühle 'Prins van Oranje'
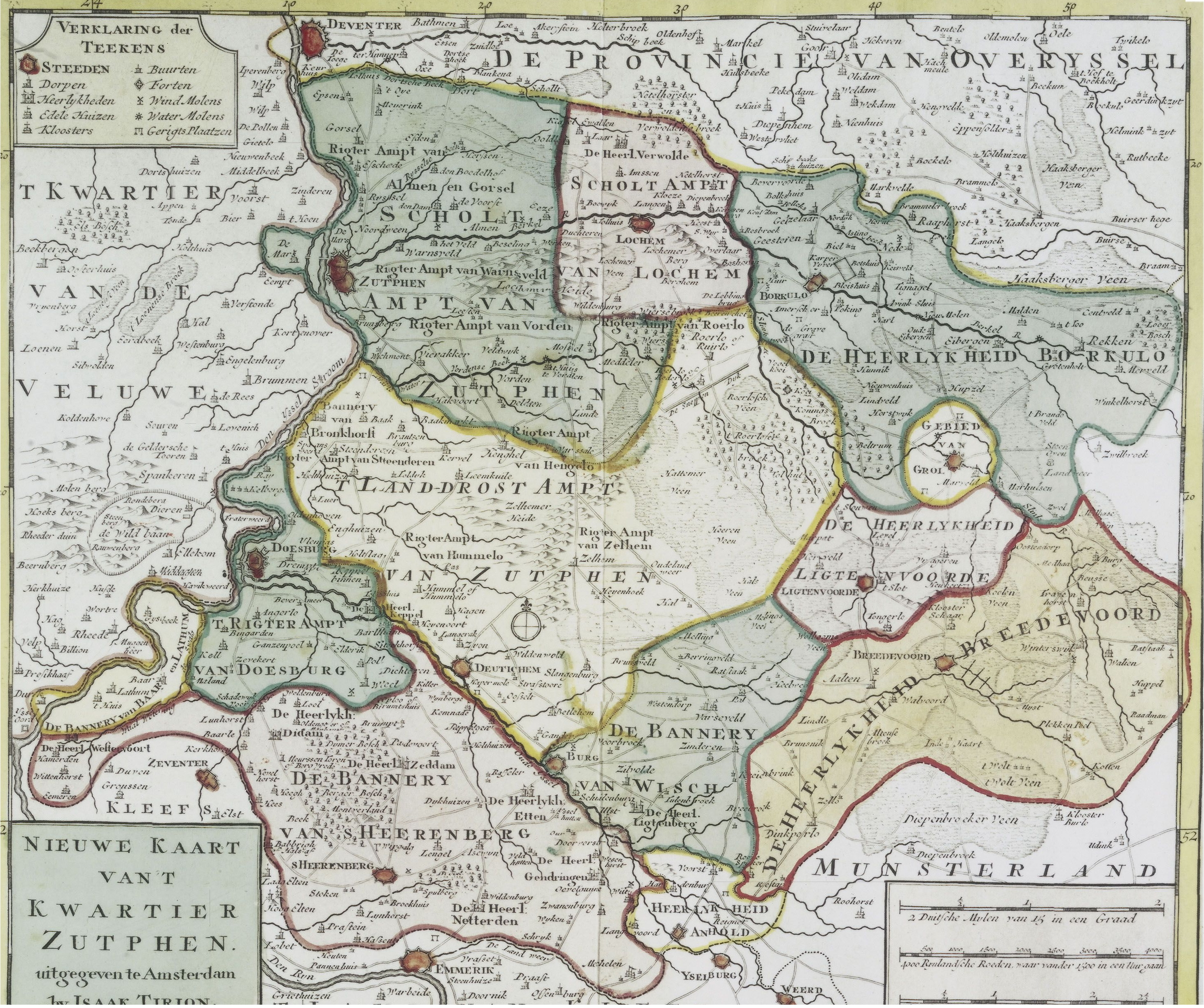
Karte der Grafschaft Zutphen, hier Breedevoort